# Ludu Daw Amar
Ludu Daw Amar (även Ludu Daw Ah Mar, burmesiska: လူထုဒေါ်အမာ, uttalas [lùdṵ dɔ̀ ʔəmà]), född 29 november 1915 i Mandalay, död där 7 april 2008, var en ledande dissident, författare och journalist i Mandalay i Myanmar. Hon var gift med författaren och journalisten Ludu U Hla och var mor till författaren Nyi Pu Lay. Hon är mest känd för sitt motstånd mot regeringen och sin radikala vänsterjournalistik samt sitt arbete inom traditionell burmesisk konst, teater, dans och musik. Hon har även översatt flera verk från engelska, både skönlitteratur och facklitteratur.